# テハロンヒアワコ (小惑星)
テハロンヒアワコ (88611 Teharonhiawako) は、キュビワノ族の太陽系外縁天体。2001年8月にセロ・トロロ汎米天文台で行われたサーベイによって発見された。
2001年10月にはラスカンパナス天文台で衛星が発見された。二つの天体はほとんど同じ大きさ（直径の比率が0.69）であるため、二重小惑星と見なすことも出来る。
2004年4月に軌道が確定し、小惑星番号88611を付された。2007年4月2日に主星はテハロンヒアワコ、衛星はサウィスケラと命名された。これらはイロコイ族の神話に登場する双子の兄弟に由来し、テハロンヒアワコは農夫、サウィスケラは狩人だったという。